# Joe Sinnott
Joseph Leonard Sinnott (Nova Iorque, 16 de outubro de 1926 - Nova Iorque, 25 de junho de 2020) foi um artista de quadrinhos estadunidense. Trabalhando principalmente como colorista, Sinnott é mais conhecido por seu longo período no Quarteto Fantástico da Marvel Comics, de 1965 a 1981 (e brevemente no final da década de 1980), inicialmente sobre os lápis de Jack Kirby. Durante seus 60 anos como freelancer da Marvel e artista assalariado trabalhando em casa, Sinnott conquistou praticamente todos os títulos principais, com séries notáveis em Os Vingadores, Os Defensores e Thor.
Em meados da década de 2000, Stan Lee citou Sinnott como o pintor mais requisitado da empresa, dizendo de forma jocosa: "Os facilitadores costumavam lançar todo tipo de ameaças terríveis para mim se eu não tivesse certeza de que Joe, e apenas Joe , pintou suas páginas. Eu sabia que não poderia satisfazer a todos e tinha que guardar as tiras mais importantes para ele. Para muitos lápis, fazer Joe Sinnott pintar sua obra de arte era o mesmo que agarrar o anel de metal." A arte de Sinnott apareceu em dois selos comemorativos do Serviço Postal dos EUA em 2007, e ele continuou pintando a tira de quadrinhos The Amazing Spider-Man até sua aposentadoria em 2019.

## Início de vida e carreira
Nascido em 16 de outubro de 1926, no bairro de Saugerties em Nova Iorque, Joe Sinnott foi um dos sete filhos de Edward e Catherine McGraw Sinnott; seus irmãos eram Edward e cinco que o morreram: Ann/Anne, Frank, John, também conhecido como Jack, Leonard e Richard. Ele cresceu em uma pensão que atendia principalmente a professores, alguns dos quais inspiravam no jovem Sinnott um amor pelo desenho. Suas influências em quadrinhos de infância incluem a história em quadrinhos Terry e os Piratas e os personagens de quadrinhos Batman, Congo Bill, Gavião Negro e Zatara. Sinnott frequentou as escolas St. Mary of the Snow e Saugerties High School.
Após a morte em ação de seu irmão Jack, membro da Terceira Divisão do Exército dos Estados Unidos, em 1944, Sinnott concordou com os desejos de sua mãe de não ser convocado para o próprio Exército, e se alistou na Marinha dos EUA no outono daquele ano.  Depois de servir com os Seabees em Okinawa durante a Segunda Guerra Mundial, dirigindo um caminhão de munições, ele recebeu alta em maio de 1946 e recebeu a Medalha da Campanha Ásia-Pacífico, a Medalha da Vitória na Segunda Guerra Mundial e o Serviço de Ocupação da Marinha Medalha. Depois de trabalhar três anos na fábrica de cimento de seu pai, ele foi aceito na Escola de Cartunistas e Ilustradores (mais tarde na Escola de Artes Visuais) na cidade de Nova York em março de 1949.
O primeiro trabalho de arte profissional solo de Sinnott foi no quadrinho humorístico Mopsy número 12 da St. John Publications (setembro de 1950).
O instrutor da Escola de Cartunistas e Ilustradores, Tom Gill, pediu que Sinnott fosse seu assistente no trabalho de quadrinhos freelance de Gill. Com o colega de classe Norman Steinberg, Sinnott passou nove meses desenhando cenários e fatos sobre, inicialmente, os quadrinhos de filmes ocidentais de Gill para a Dell Comics. Ele disse em 2003: "Tom estava nos pagando muito bem. Eu ainda estava na escola e trabalhava para Tom à noite e [nos] fins de semana."

### Timely/Atlas
Ramificando-se profissionalmente, Sinnott em 1951 se reuniu com o editor Stan Lee, na interação Atlas Comics da Marvel Comics dos anos 50, tendo argumentado, lembrou: "'Nossa, Stan não pode me recusar porque está aceitando todo o trabalho que trazemos'. Então Fui ver Stan e ele me deu um roteiro imediatamente".
Independentemente disso, Sinnott iria desenhar uma infinidade de histórias em vários gêneros para a empresa ao longo da década: horror, ficção científica e histórias de fantasia sobrenatural para Aventuras ao Terror, Surpreendentes, Contos da Marvel, Ameaça, Jornada ao Mistério, Contos Estranhos , Uncanny Tales e outros; histórias de quadrinhos de guerra para Battle, Battle Action, Battlefield, Battlefront, Combat, Navy Combat e outros, incluindo histórias históricas de guerra na Man Comics; histórias bíblicas em contos bíblicos para jovens; Westerns em Frontier Western, Gunsmoke Western, Two Gun Western, Western Outlaws, Wild Western e outros, co-criando com escritores desconhecidos os heróis titulares de The Kid do Texas e Arrowhead, este último estrelado por um guerreiro nativo americano; e a ocasional história de crime (Caught) e conto de romance (Secret Story Romances).[carece de fontes?]
Ele disse em 2003: "Eu costumava ir [ao escritório, no Empire State Building e sentar em uma pequena sala de leitura com quatro ou cinco outros artistas. Ficou assim que toda semana eu subia, os mesmos caras Bob Powell, Gene Colan, pessoas assim. Eu comecei a conversar com eles. Syd Shores também estava lá como freelancer."
Sinnott viveu na cidade de Nova York por três anos enquanto frequentava a escola de arte, morando perto da Broadway e West 74th Street, no Upper West Side de Manhattan, e depois voltou para sua cidade natal, Saugerties, Nova York, onde passou a vida.
Durante uma retração econômica de 1957, quando a Atlas deixou a maior parte de sua equipe e freelancers, Sinnott encontrou outro trabalho nos seis meses anteriores à volta da empresa. Como outros freelancers de lá, ele havia feito cortes esporádicos em seu índice de páginas mesmo antes da implosão da empresa. "Eu tinha até 46 dólares por página para lápis e tintas. E essa foi uma boa taxa em 1956, quando o declínio começou. Eu estava com menos de 21 dólares por página quando a Atlas parou de me contratar. Stan me ligou e disse: "Joe, Martin Goodman me disse para suspender as operações porque tenho todas essas obras de arte internamente e preciso usá-las antes que possa contratá-lo novamente. Acabou sendo seis meses, no meu caso. Ele pode ter chamado de volta outros artistas mais tarde, mas foi o que aconteceu comigo".
Sinnot começou a fazer arte comercial, como outdoors e capas de discos, fantasmas para alguns artistas da DC Comics e um trabalho para os quadrinhos da Classics Illustrated. Também trabalhou com quadrinhos católicos, distribuídos em paróquias.

## Era de prata dos quadrinhos
Durante o período dos anos 1950 e 1960, historiadores e colecionadores chamam a Era de Prata das Revistas em Quadrinhos, Sinnott continuou fazendo histórias ocasionais de lápis e tinta para a Atlas Comics, quando ela passou para a nascente Marvel Comics, contribuindo para esses títulos de "pré-super-heróis da Marvel" como Contos estranhos, Mundos estranhos, Contos para surpreender, Contos de suspense e Mundo da fantasia. Ele também começou uma temporada com a Charlton Comics, de baixo orçamento, que trabalhou como desenhista com o pintor Vince Colletta em várias histórias de romances em séries, incluindo First Kiss, Just Married, Romantic Secrets, Sweethearts e Teen-Age Love que ele faria até 1963.

O Quarteto Fantástico # 72 (março de 1968), com o Watcher (segundo plano) e o Surfista Prateado, é uma das muitas colaborações entre o desenhista Jack Kirby e Sinnott como colorista.

A primeira colaboração de Sinnott com Jack Kirby, um dos criadores mais influentes e historicamente inovadores dos quadrinhos e o desenhista com quem ele é mais frequentemente identificado, veio com a história dos quadrinhos de guerra "Doom Under the Deep" na Atlas # Battle (abril de 1960)  Depois de uma história sobrenatural de Kirby em "Journey into Mystery", nº 58 (maio de 1960), ele escreveu a história de monstro gigante duas vezes reimpressa de "Eu fui preso por Titano, o monstro que o tempo esqueceu" em Tales to Astonish # 10 (julho de 1960), embora não seja a capa com a matéria principal. Sinnott, em 1992, acreditava que sua primeira colaboração com Kirby foi uma história ocidental intitulada "Outlaw Man from Fargo", mas nada parecido com o que aparece nos bancos de dados padrão.
Sinnott fez mais uma história da Marvel antes do super-herói de Kirby, "Eu era um chamariz para Pildorr: o pilhador do espaço sideral", em Strange Tales # 94 (março de 1962), antes de escrever seu primeiro quadrinho de super-herói da Marvel: a capa e o interior do desenhista Kirby, The Fantastic Four # 5 (julho de 1962), a edição que introduz o supervilão de longa data Dr. Doom. Sinnott também pintou alguns painéis da segunda página da edição seguinte, o restante coberto por outro ajudante de Kirby, Dick Ayers.[carece de fontes?]
Sinnott explicou que ele não ficou no Quarteto Fantástico depois de sua primeira edição:
"Antes de Stan me ligar para escrever para Jack no Quarteto Fantástico # 5, eu nunca soube que o Quarteto Fantástico existia. Eu morava aqui em nas montanhas Catskill, e nunca fui à cidade naquela época. Tudo foi feito pelo correio e eu nem sabia quais livros estavam saindo. Stan me ligou e disse: "Joe, eu tenho um livro aqui de Jack Kirby e eu gostaria que você o imprimisse, se você pudesse. Não encontro ninguém para imprimi-lo". [Quando a arte do lápis chegou], fiquei impressionado com a grande arte e os personagens eu tinha uma bola cobrindo. Lembro-me de quando o enviei de volta, Stan me ligou. Ele disse: "Joe, gostamos muito, vou lhe enviar o número 6". Foi o que ele fez, mas eu havia me comprometido com outra conta na [Treasure Chest] do editor de quadrinhos George A. Pflaum  e essa era uma história de 65 páginas que eu teria que fazer em uma das os Papas ["A História do Papa João XXIII, que ganhou nossos corações", no vol. 18, # 1-9 (13 de setembro de 1962 - 3 de janeiro de 1963)]. Eu tinha me comprometido com isso, então, quando comecei a # 6, acho que acabei de fazer um painel ou dois. Eu tive que enviá-lo de volta para Stan".
Sinnott já havia assinado a introdução do super-herói dos deuses nórdicos Thor, em Journey into Mystery # 83 (agosto de 1962). Ele também escreveu a capa de Kirby da edição seguinte e, após seu projeto papal, escreveu e escreveu cinco histórias subsequentes de Thor, nas edições # 91-92, 94-96 (abril-setembro de 1963).[carece de fontes?]
Além desses trabalhos esporádicos, no entanto, Sinnott trabalhava principalmente com Charlton durante esse período, com trabalhos ocasionais para o American Comics Group, Treasure Chest e Dell Comics, para os quais ele desenhou e desenhou diversas adaptações de filmes e TV, e desenhou o único biográfico biográfico The Beatles # 1 (novembro de 1964). Mas então, em 1965, ele retornou à Marvel para trabalhar praticamente exclusivamente, começando com a capa e a história "Where Walks the Juggernaut", de X-Men # 13 (setembro de 1965).[carece de fontes?]
Depois disso, Sinnott começou sua longa e celebrada temporada no título da Marvel, Quarteto Fantástico, com Kirby em "O nome do cavalheiro é Gorgon! Ou Que maneira de passar uma lua de mel!" na edição # 44 (novembro de 1965). Ele permaneceu na série através da partida de Kirby após a edição nº 102 (setembro de 1970) - contribuindo visualmente para as introduções de Galactus de Lee/Kirby, o Surfista Prateado, o Pantera Negra, os Inumanos, Adam Warlock e outros personagens - e continuou em até 1981, perdendo um problema aqui e ali ou simplesmente cobrindo a capa. Ele fez um breve retorno no final dos anos 80. Seus lápis-lápis pós-Kirby incluem John Romita, John Buscema, Bill Sienkiewicz, Rich Buckler e George Pérez.
Um historiador de quadrinhos avaliou a colaboração artística Kirby-Sinnott da década de 1960:
"Em um estranho golpe de sorte e timing perfeito, exatamente quando Kirby ganhou tempo para melhorar sua obra de arte, Joe Sinnott tornou-se o pintor regular da FF. Sinnott era um mestre artesão, ferozmente orgulhoso do esforço e dos detalhes meticulosos que colocou em seu trabalho. Essa camada lisa e estilizada de tinta da Índia que Sinnott pintou sobre os lápis de Kirby terminou o trabalho de Jack de uma maneira que nenhum outro pintor jamais faria. Os fãs de quadrinhos nunca haviam testemunhado arte tão estranha e poderosa em seu escopo e força."
Durante a Era de Prata dos anos 60, Sinnott também escreveu várias histórias de Kirby,  "Os Inumanos" em Thor; duas histórias de Jim Steranko: "Nick Fury e o super-herói Capitão América"; e a história de origem de 38 páginas de Buscema em The Silver Surfer # 1 (agosto de 1968), entre outras obras da Marvel.
Sinnott lembrou em 2006,
"Ao longo dos anos, durante os anos 60, a [rival] DC [Comics] sempre me ligava e perguntava se eu aparecia para trabalhar para eles, e dizia a eles que [editor da Marvel] Stan [Lee] me daria todo o trabalho que eu queria. Stan sempre me dizia: "Joe, o que quer que a DC lhe ofereça, continuaremos pagando mais", independentemente das taxas. Naqueles dias, todos os artistas não recebiam o mesmo salário, todos recebíamos taxas diferentes. E gostei dos personagens em que estávamos trabalhando."

## Carreira posterior

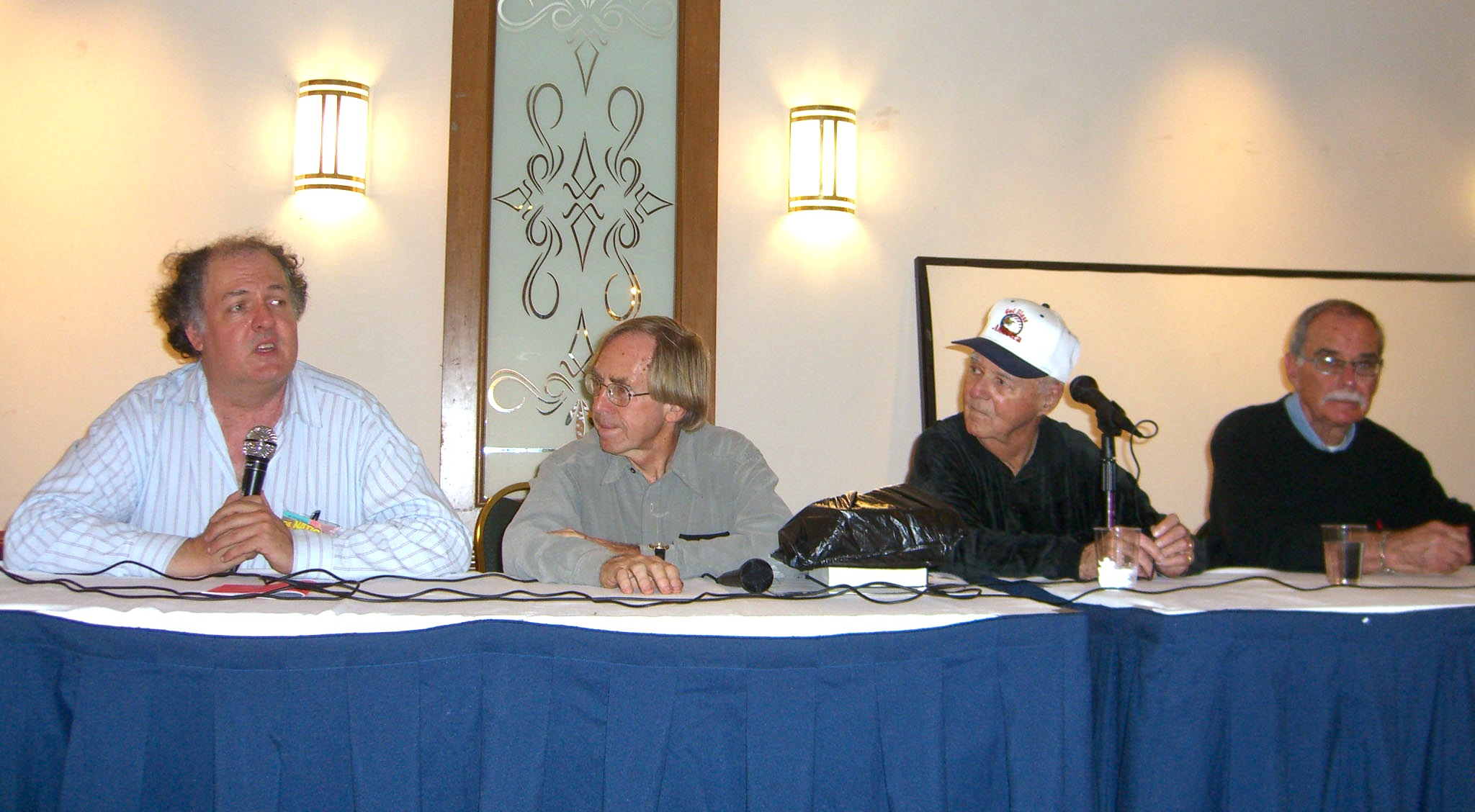
Sinnott, terceiro da esquerda, em um painel de 2008 sobre Jack Kirby. Com ele da esquerda para a direita estão Mark Evanier, Roy Thomas e Stan Goldberg.

Durante seus anos como freelancer da Marvel e artista assalariado trabalhando em casa, Sinnott conquistou praticamente todos os títulos principais, com séries notáveis em Os Vingadores, Os Defensores e Thor.[carece de fontes?]
Sinnott aposentou-se dos quadrinhos em 1992 para se concentrar na pintura de The Amazing Spider-Man, e para recriar capas de quadrinhos e obras de arte encomendadas. Ele continuou a contribuir esporadicamente para a Marvel e para o Capitão América vol. 6, nº 1 (capa de setembro de 2011), ele pintou John Romita em uma das seis capas variantes feitas para esta edição de estreia.
Sinnott retirou-se da revista The Amazing Spider-Man em março de 2019, aos 92 anos.

## Vida pessoal
Em agosto de 1950, durante duas semanas de férias escolares na Escola de Cartunistas e Ilustradores (mais tarde na Escola de Artes Visuais) em Nova York, Sinnott casou com Elizabeth "Betty" Kirlauski (7 de março de 1932 - novembro). 1, 2006), com quem ele permaneceu casado por 56 anos até a morte dela. O casal teve quatro filhos: os filhos Joseph Jr. e Mark, e as filhas Kathleen e Linda, a última delas antes de Sinnott.

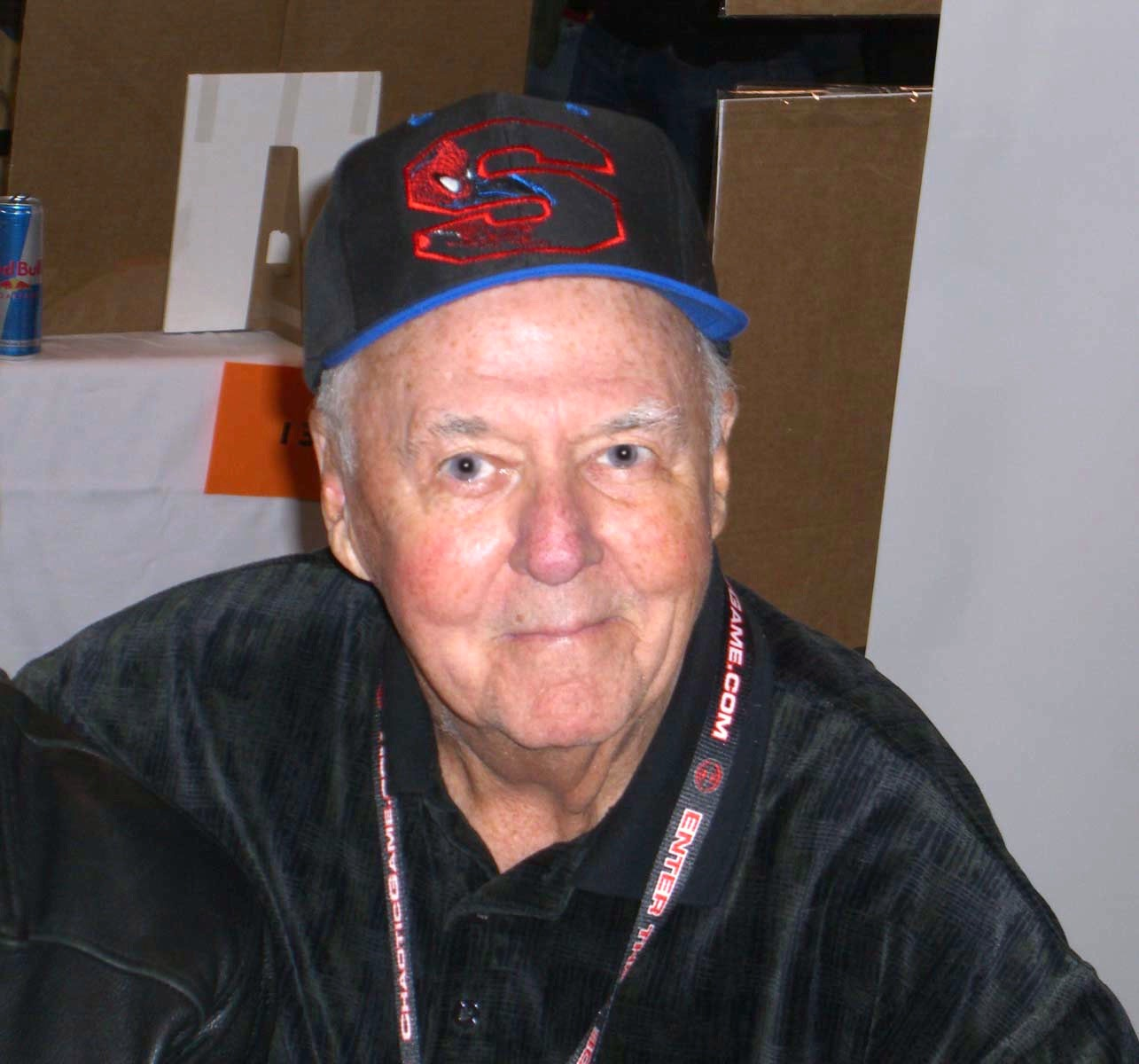
Sinnott em 2008

### Morte
Sinotti morreu em 25 de junho de 2020, com 93 anos. Seu neto, Dorian, especificou: "Ele faleceu esta manhã, 25 de junho, às 8h40, aos 93 anos de idade. Ele gozava a vida e estava se preparando para o final". Kurt Busiek, Bill Sienkiewicz e a Marvel Comics foram alguns que prestaram homenagens e soltaram notas lamentando a morte de Sinotti.

## Prêmios e reconhecimentos
- 1995 -  Prêmio Inkpot.[41]
- 2008 - Prêmio Hall da Fama do Inkwell.[42][43]
- 2008 - Prêmio Inkwell de Inker Favorito (Retro; empatado com Terry Austin).[43]
- 2008 - Embaixador Especial do Inkwell Awards.[44]
- 2013 - Will Eisner Hall of Fame Award.[45]

## Legado
Duas imagens de Jack Kirby/Joe Sinnott estão entre as do conjunto de selos comemorativos "Marvel Super Heroes" emitidos pelo Serviço Postal dos EUA em 27 de julho de 2007, uma do Coisa e outra do Surfista Prateado.
Sinnott foi eleito o número 1 em quadrinhos americanos por historiadores da varejista de quadrinhos Atlas, em Chicago, Illinois, em sua lista dos 20 melhores do meio.